# Chionochloa antarctica
Chionochloa antarctica là một loài thực vật có hoa trong họ Hòa thảo. Loài này được (Hook.f.) Zotov mô tả khoa học đầu tiên năm 1963.